# Кьйока
Кьйока (яп. 狂歌 (きょうか), кьо:ка, букв. «божевільна пісня») — японський комічний або сатиричний жанр поезії, є одним з видів танка. Такий стиль в поезії був популярний в епоху Едо.
Стиль «божевільної пісні» розвивався в двох регіонах: Едо (сучасний Токіо) і в Кансай. Багато поетів-самураїв періоду Едо збиралися для зустрічей і конкурсів поезії кьйока, які згодом були опубліковані. З 1904 року кьйока стала друкуватися в газеті Йоміурі Сімбун.